# Fort St. James
Fort St. James est une municipalité de district située en Colombie-Britannique au Canada. Au recensement de 2016, on y a dénombré 1598 habitants.

## Situation
Fort St. James est situé à la pointe sud-est du lac Stuart, au centre de la Colombie-Britannique. Il est entouré de plusieurs communautés ou réserves indiennes.

## Histoire
La municipalité est située sur le territoire historique du peuple Dakelh. L'explorateur Simon Fraser y installe en 1806 un poste de traite des fourrures pour le compte de la Compagnie du Nord-Ouest, le plus ancien de la province. En 1821, le poste passe sous le giron de la Compagnie de la Baie d'Hudson qui en fait son centre administratif pour le centre et le nord de la Colombie-Britannique jusqu'en 1862,.
Le poste ferme définitivement en 1952, puis fait l'objet de travaux de restauration ; il est classé Lieu historique national du Canada depuis 1948.
L'arrivée du chemin de fer dans les années 1960 permet la réorientation de l'économie vers l'exploitation des ressources forestières et minières.

## Transport
Fort St. James est relié à Vanderhoof par l'autoroute provinciale 27.

## Population
- 1 598 (recensement de 2016)[4]
- 1 691 (recensement de 2011)
- 1 355 (recensement de 2006)[5]
- 1 927 (recensement de 2001)

## Personnalités
- Cody Legebokoff (1990-), tueur en série, est né et a grandi à Fort St. James.